# 구룡중학교
구룡중학교(九龍中學校)는 대한민국 서울특별시 강남구 개포동에 있는 공립 중학교이다.

## 학교 연혁
- 1988년 12월 24일 : 구룡중학교 설립인가(42학급)
- 1989년 2월 15일 : 남자 430명, 여자 324명 총 754명 배정
- 1989년 3월 1일 : 초대 유병균 교장 취임
- 1989년 4월 18일 : 개교기념일
- 1992년 2월 13일 : 제1회 졸업식(남자 427명, 여자 313명)
- 2018년 2월 7일 : 제27회 졸업식(졸업생 누계 11,755명)
- 2023년 2월 10일 : 제32회 졸업식(졸업생 325명)
- 2023년 3월 1일 : 제13대 최승연 교장 취임
- 2023년 3월 2일 : 입학식 신입생 279명 입학
- 2024년 3월 1일: 제14대 오정훈 교장 취임
- 2024년 3월 4일: 제35회 입학식(신입생 303명)

## 참고 자료
- 구룡중학교 - 한국교육학술정보원 학교알리미